# Курис, Михаил Онуфриевич
Михаил Онуфриевич Курис (ок. 1783, село Хандалеевка Полтавского полка Левобережной Украины — 1853) — председатель полевого аудиториата русской императорской армии, генерал-лейтенант.

## Биография
Михаил Онуфриевич принадлежал к Малороссийскому дворянскому роду Курисов, греческого происхождения. Его старший брат Иван с успехом сражался под началом А. В. Суворова.
По окончании Сухопутного шляхетского кадетского корпуса Высочайшим приказом о чинах военных 15 декабря 1797 года он был выпущен прапорщиком в Архангелогородский гарнизонный полк (именовавшийся по шефу гарнизонным генерал-лейтенанта Болотникова полком). Быстро повышаясь в чинах, в 1808 году он был произведён в подполковники.
В 1818 году Курис (служивший в это время в Тамбовском пехотном полку) занимал должность директора госпиталей 2-й армии и 10 мая за отличие по службе был произведён в полковники, с оставлением в занимаемой должности и назначением состоять по армии. 2 октября 1827 года, по-прежнему оставаясь директором госпиталей 2-й армии, он был произведён в генерал-майоры, 30 марта 1828 года назначен членом полевого аудиториата 2-й армии.
В 1830 году 2-я армия была упразднена, а Курис определён в должность председателя полевого аудиториата действующей армии (возглавив судную часть армии) и занимал этот пост свыше 20 лет. В 1835 году он был удостоен ордена Святого Георгия 4-й степени за 25 лет беспорочной службы в офицерских чинах; 23 марта 1847 года произведён в генерал-лейтенанты и утверждён в занимаемой должности, в которой состоял до конца жизни.
23 апреля 1853 года Курису был предоставлен четырёхмесячный отпуск за границу в Виши и Остенде, а Высочайшим приказом от 6 сентября 1853 года он был исключён из списков умершим.

## Награды
Курис имел знак отличия за XL лет беспорочной службы (1848 год) и был награждён многими орденами, в их числе:
- Орден Святого Владимира 4-й степени
- Орден Святой Анны 2-й степени (1812 год)
- Орден Святого Владимира 3-й степени (1831 год)
- Орден Святого Георгия 4-й степени (1 декабря 1835 года; № 5112 по кавалерскому списку Григоровича — Степанова)
- Орден Святого Станислава 1-й степени (18 декабря 1835 года)
- Польский знак отличия "За военное достоинство" (Virtuti Militari) 2-й степени (1838 год)
- Орден Святой Анны 1-й степени (1845 год; Императорская корона к этому ордену пожалована в 1850 году)

Кроме того, в 1839 году ему было пожаловано имение в Царстве Польском, приносящее 8 тысяч злотых годового дохода.